# Birnstab

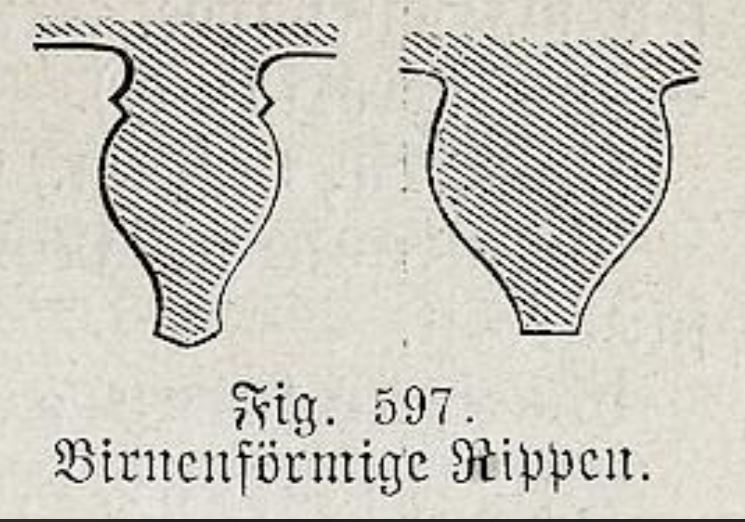
Zwei Birnstabprofile mit Stegen (Oskar Mothes, 1881)

Ein Birnstab ist ein stabartiges Bauglied der Gotik mit birnenförmigem Querschnitt.

## Formen, Geschichte, Verwendung
Der Querschnitt eines Birnstabs ist oval mit mehr oder weniger ausgeprägter Schweifung und Grat bzw. Nase (Steg) geformt, in der Regel beiderseits von Kehlen begleitet, die durch Rundstäbchen oder Plättchen vom eigentlichen Birnstab getrennt werden.
Der Birnstab als Zierprofil ist charakteristisch für die Hoch- und beginnende Spätgotik, wo er hauptsächlich als Gewölberippen- und Dienstprofil, sowie an Fenster- und Türgewänden vorkommt. Er trat an die Stelle des romanischen Rundstabes und bildete reichere Licht- und Schattenwirkungen.

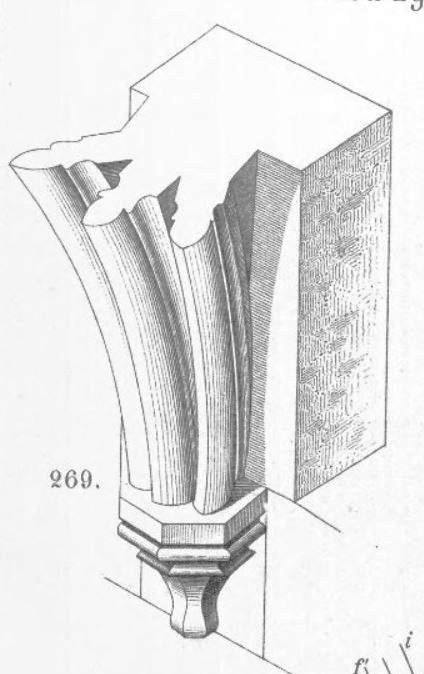
Birnstabprofile mit Graten an Gewölberippen (Karl Mohrmann, 1890)

Der Birnstab fand häufig Verwendung an gotischen Portal- und Fenstergewänden mit ihren Archivolten, sowie an Wandvorlagen und Bündelpfeilern, aber auch als Gewölberippen und im Maßwerk. Als Material kam vor allem Werkstein zum Einsatz, der steinmetzmäßg bearbeitet wurde. Im gotischen Backsteinbau spielt der Birnstab die gleiche formale Rolle.

Beispiele
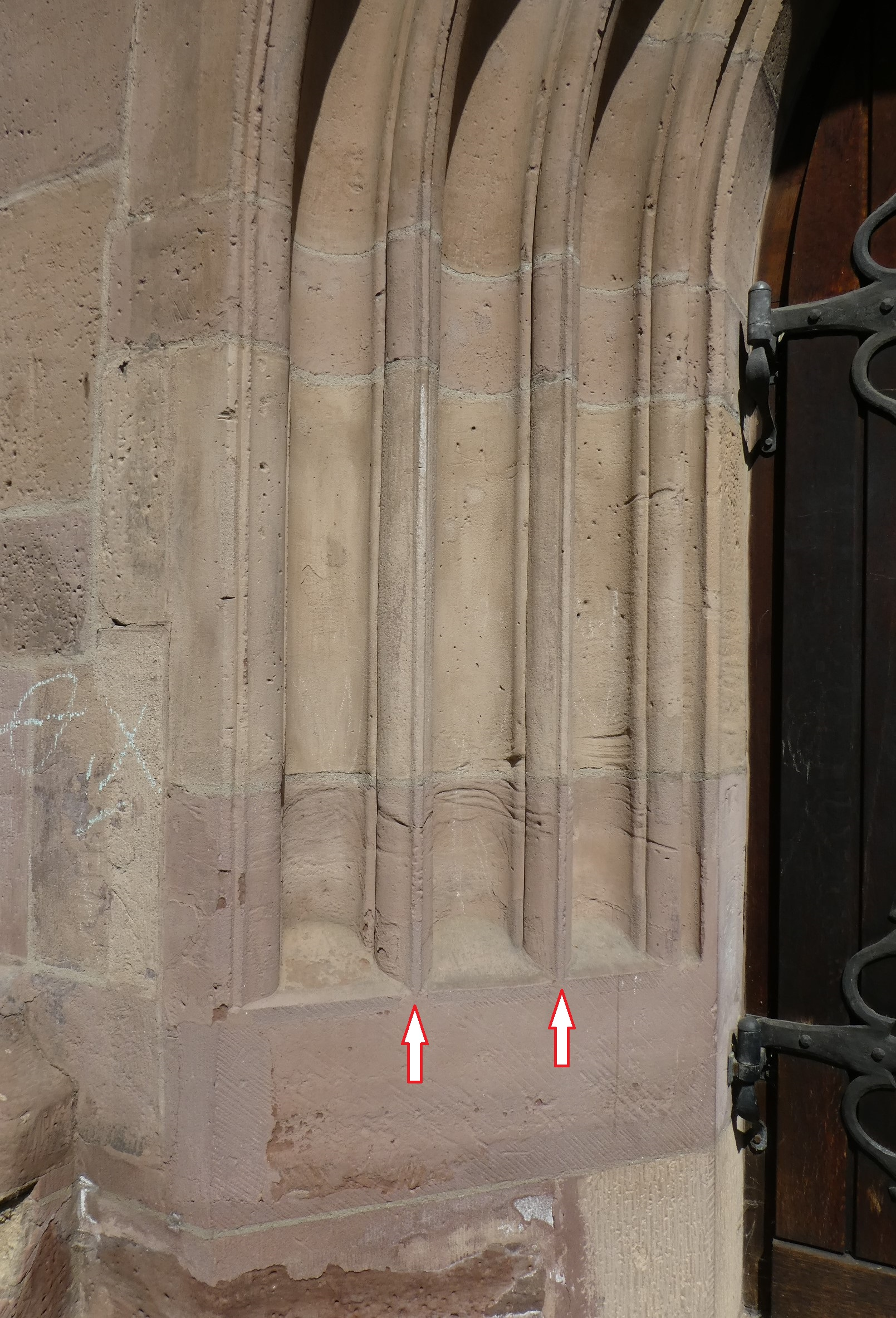
Birnstabprofile an einem gotischen Portalgewände (St. Nikolai, Göttingen)
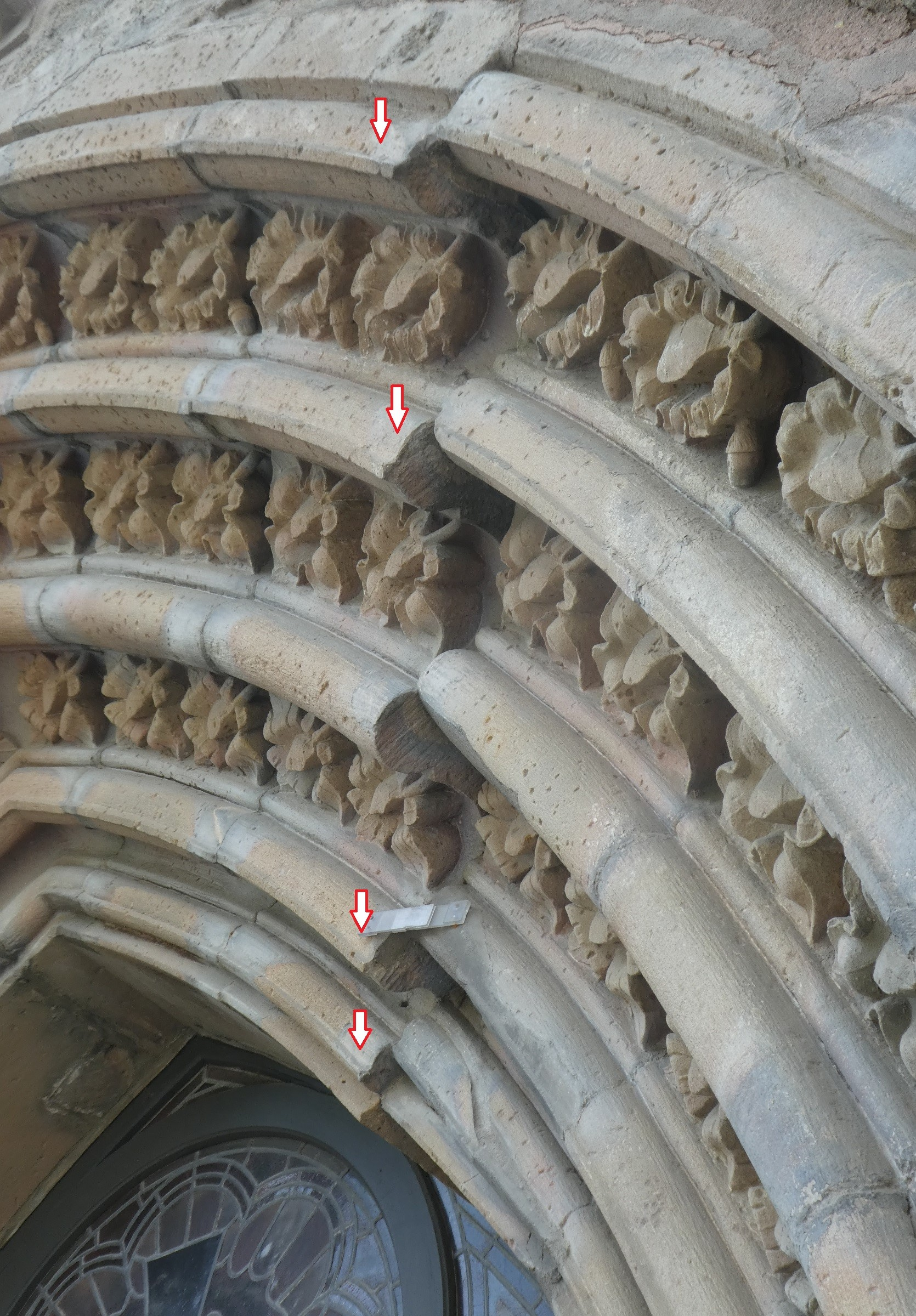
Vier Birnstabprofile an einem gotischen Portalgewände, wegen Bauschaden mit freigelegter Profilfäche (St. Marien, Göttingen)